# Говард, Вильям Оттович
Василий Осипович (Вильям Оттович) Говард (William Howard) (1807 — после 1871) — российский промышленник английского происхождения, основатель компании, в состав которой вошли несколько крупных предприятий. В его честь названа станция Говардово.
Уроженец г. Дартфорд. Специалист по изготовлению бумаги.
Приехал в Россию в 1845 году, 20 января 1851 года принял подданство России с православным именем Василий Осипович.
В 1849 году взял в аренду писчебумажную фабрику князя Сергея Викторовича Кочубея при селе Троицком и полностью заменил устаревшее оборудование. На выставке 1853 года фабрика получила «за отличную доброту своей бумаги» малую золотую медаль.
В 1854 году Говард купил у Е. П. Мещериновой (наследницы П. Г. Щепочкина) Кондровскую бумажную фабрику.
По утвержденному 30 августа 1858 года Уставу оба этих предприятия вошли в акционерное общество «Троицко-Кондровские писчебумажные фабрики В.Говарда», учредителями которого стали Говард, князь Сергей Кочубей и потомственный почётный гражданин Генрих Марк.
В 1882—1883 годах построен целлюлозный завод и проведена железнодорожная ветка к Кондровской фабрике.
В 1871 г. Говард с семьёй (жена Юлия Стефановна Ретрейрдер и дети) уехал в Англию. Дальнейшая его судьба не известна.
Имя Говарда носит железнодорожная станция Говардово.